# Xenopsylla phyllomae
Xenopsylla phyllomae är en loppart som beskrevs av De Meillon 1934. Xenopsylla phyllomae ingår i släktet Xenopsylla och familjen husloppor. Inga underarter finns listade i Catalogue of Life.